# 乌石镇 (陆川县)
乌石镇，是中华人民共和国广西壮族自治区玉林市陆川县下辖的一个乡镇级行政单位。

## 行政区划
乌石镇下辖以下地区：
乌石街社区、沙井村、沙江村、龙化村、吹塘村、紫恩村、子良村、谢鲁村、塘域村、老圩村、那壤村、双垌村、坡脚村、蒙村、王沙村、旺岭村、坡子村、月垌村、水花村、安东村、陆选村、陆龙村、黎洪村和陆河村。